# 楊向中
楊向中（1959年7月—2009年2月5日）是一位美籍華人生物学家，在美國的生物科技位處領導地位，專長於幹細胞研究。原康涅狄格大学動物科學系教授、中國橋基金會總裁。1999年，他成功利用牛耳細胞，成功在美國培育出首隻克隆農場動物─克隆牛「艾米」（Amy） ，被譽為「克隆牛之父」。2009年病逝。

## 生平
楊向中出生在中國河北邯郸市魏县院堡乡连三家村一户普通农家。高中畢業後，隨即加入生產，並擔任「赤腳醫生」。1983年，楊向中移民美國，並在康奈爾大學取得生理學博士資歷，及開展其研究生涯。1996年，楊向中加盟康涅狄格大學，並於2001年獲委任為大學的再生生物學中心（Center for Regenerative Biology）首任所長。
1996年，楊向中被診斷出患有唾腺癌（salivary gland cancer）。2009年2月5日，楊向中於麻省波士頓的布萊根婦女醫院病逝，終年49歲。

## 家庭
其侄女杨珉（Mia Yang） 本科毕业于四川大学，博士毕业于犹他州立大学，现为华盛顿大学干细胞和再生医学研究所助理教授

## 外部連結
- 香港電台傑出華人系列（第五輯）- 複製牛之父，農民科學家——楊向中 （页面存档备份，存于）